# Сводеш, Моррис
Мо́ррис Сво́деш (англ. Morris Swadesh; иногда фамилия передаётся как Свадеш или Суодеш; 22 января 1909, Холиок, Массачусетс — 20 июля 1967, Мехико, Мексика) — американский лингвист и антрополог, специалист по сравнительному и историческому языкознанию, создатель глоттохронологии.
Основа метода оценки родства между языками заключается в составлении так называемых списков Сводеша для этих языков. Списки Сводеша содержат перечень из 100, 200 или 215 базовых лексем языка.

## Ранняя жизнь и образование
Сводеш родился в 1909 году в Холиоке, штат Массачусетс, в семье еврейских иммигрантов из Бессарабии. Его родители были многоязычными, и он вырос с идишем, русским и английским языками в качестве своих первых языков.
Сводеш получил степень бакалавра и магистра в Чикагском университете, где он начал учиться у лингвиста Эдварда Сепира. Он последовал за последним в Йельский университет, где получил степень доктора философии в 1933 году. Вдохновлённый ранними списками Сепира, показавшими сходство слов в индейских языках, он начал дело всей жизни в сравнительном языкознании.

## Начало карьеры
В 1930-х годах Свадеш провел обширную полевую работу по более чем 20 языкам коренных народов Северной и Южной Америки, совершив поездки по Канаде, Мексике и США. Он работал наиболее плотно над языком читимача, ныне вымершим языковым изолятом, найденным среди коренных жителей Луизианы. Его полевые заметки и последующие публикации являются основным источником информации об этом вымершем языке. Он также провёл полевые работы над меноминском и махиканском языками в Висконсине и Нью-Йорке, соответственно. Оба языка являются частью алгонкинской языковой семьи.
Свадеш преподавал лингвистику и антропологию в Висконсинском университете в Мэдисоне с 1937 по 1939 год. За это время он разработал и организовал очень оригинальный «Онейдский языковой и фольклорный проект». Эта программа наняла более десятка индейцев онейда в Висконсине для проекта Управления промышленно-строительными работами общественного назначения WPA (при администрации Франклина Д. Рузвельта) для записи и перевода текстов на язык онейда. Онейды исторически были одной из пяти наций конфедерации ирокезов с исторической территорией, расположенной в центральном штате Нью-Йорк, но некоторые переехали в Висконсин в XIX веке. В этот же период в других проектах WPA исследователи записывали хроники разных коренных народов и собирали устные истории афроамериканцев, которые родились в рабстве до конца Гражданской войны.
Свадеш покинул Висконсинский университет как раз тогда, когда он должен был начать проект. Флойду Лоунсбери, в то время студенту, было поручено закончить его. Лоунсбери продолжил его исследования в области лингвистики, позже занимая должность профессора антропологии и лингвистики в Йельском университете.
В мае 1939 года Сводеш отправился в Мексику, где он был нанят для оказания помощи правительству президента Ласаро Карденаса, который содействовал образованию коренных народов. Для этой цели Свадеш выучил язык пурепеча. Вместе с сельскими школьными учителями Сводеш работал в деревнях коренных народов, сначала обучая людей читать на своих родных языках, а затем испанскому языку. Он работал с народами тараумара, пурепеча и отоми. Сводеш также менее чем за год выучил испанский язык. Он владел им достаточно свободно, так что был в состоянии прочитать серию лекций по лингвистике (на испанском языке) в Мичоаканском университете Сан-Николас-де-Идальго и опубликовать свою первую книгу «La Nueva Filologia» на испанском языке в 1941 году.
Вернувшись в США, во время Второй мировой войны Свадеш работал над военными проектами для армии США и УСС по составлению справочных материалов по бирманскому, китайскому, русскому и испанскому языкам. Он также написал простые в освоении учебники для военнослужащих, чтобы выучить русский и китайский языки.
Сводеш служил в Бирме, где лейтенант Роджер Хилсман описал его лингвистические навыки как экстраординарные. Проведя всего один день с местным гидом, Свадеш смог настолько хорошо овладеть местным языком нага, чтобы произнести затем десятиминутную благодарственную речь на этом языке. Хилсман напомнил, что Свадеш был категорически против расовой сегрегации в Соединённых штатах.

## Антикоммунистические преследования
В мае 1949 года Сводеш был уволен Городским колледжем Нью-Йорка (CCNY) из-за обвинений в том, что он коммунист. Тогда, во время послевоенной антикоммунистической истерии («Красной паники», затем переросшей в маккартизм), он оказался одним из ряда антропологов и других учёных, преследуемых антикоммунистами в эпоху Маккарти. Сводеш был членом Коммунистической партии Денвера и принимал активное участие в протестном движении против казни Юлиуса и Этель Розенбергов, осуждённых как шпионы. Сводеш продолжал работать в США до 1954 года, чему способствовало ограниченное финансирование со стороны Американского философского общества Филадельфии.

## Дальнейшая карьера
В 1956 году Свадеш вернулся в Мексику, где занял должность исследователя в Национальном автономном университете Мексики и преподавал лингвистику в Национальной школе антропологии и истории (Escuela Nacional de Antropología e Historia) в Мехико.
В 1966 году он был назначен профессором общей лингвистики в Университете Альберты в Канаде. Он разрабатывал планы крупного исследовательского проекта в Западной Канаде на момент своей смерти, летом 1967 года.

## Работа в исторической лингвистике
Сводеш наиболее известен своими работами в области исторической лингвистики. Любой язык меняется на протяжении веков: возьмём, например, изменения в русском языке со времён Ивана Грозного. Некоторые языки расходятся и становятся отдельными диалектами, или языками, которые принадлежат к одной языковой семье. Отслеживание сходств и различий между языками является частью исторической лингвистики. Сводеш предложил ряд отдалённых генетических связей между языками.
Он был главным пионером лексикостатистики, которая пытается классифицировать языки на основе того, в какой степени они заменили основные слова, реконструируемые в протоязыке, и глоттохронологии, которая расширяет лексикостатистику путём вычисления дат расхождения от лексического коэффициента удержания.
Свадеш стал консультантом Международной ассоциации вспомогательных языков, которая стандартизировала Interlingua и представила его общественности в 1951 году (Esterhill 2000). В этой роли он создал списки из 100 и 200 основных элементов словарного запаса, используемых (с некоторыми вариациями) как в лексикостатистике, так и в глоттохронологии для сравнения между языками. С тех пор они стали известны как списки Свадеша.
Некоторые ученые считали Свадеша сторонником моногенеза, теории о том, что все языки имеют общее происхождение: «Свадеш стремился показать, что все языки мира связаны в одну большую семью» (Ruhlen 1994: 215). Другие считают, что Свадеш предложил ранние связи, но полагал, что языки сразу же разошлись между народами, как он выразился в своей главной, но незаконченной работе «Происхождение и диверсификация языка» (1971), опубликованной посмертно.

## Личная жизнь
Свадеш некоторое время был женат на Мэри Хаас, американской лингвистке, специализировавшейся на индейских языках Северной Америки, и написал ряд работ в соавторстве с ней. Позже он женился на Фрэнсис Леон, с которой работал в Мексике в 1930-х годах; они развелись в конце 1950-х годов. Он женился на лингвистке Евангелине Аране после своего возвращения в Мексику в 1956 году.
Умер в Мехико в июле 1967 года.

## Работы
- Лексикостатистическое датирование доисторических этнических контактов, в кн.: Новое в лингвистике, в. 1, М., 1960;
- К вопросу о повышении точности в лексикостатистическом датировании, там же;
- Лингвистические связи Америки и Евразии, в кн.: Этимология. 1964, М., 1965;
- La linguistica como instrumento de la prehistoria, Mexico, 1960;
- The origin and diversification of language, L., 1972.